# Platanus racemosa
Platanus racemosa Nutt. é uma espécie de plátano (família Platanaceae), conhecida pelo nome comum de plátano-da-califórnia ou aliso (o nome castelhano da espécie). A espécie é nativa da Califórnia (incluindo a Baja California), onde ocupa habitats do tipo ripário, com destaque para canyons, planícies aluviaiss, nascentes e áreas de exsurgência de águas subterrâneas.